# Карпухин, Сергей Иванович
Сергей Иванович Карпухин (11 мая 1960, Семипалатинск, Казахская ССР, СССР) — российский режиссёр, сценарист, продюсер, архитектор, художник. Член Союза кинематографистов России, член Союза московских архитекторов, член Творческого союза художников России, член Гильдии кинорежиссёров России. Проживает в Московской области.

## Биография
Сергей Карпухин родился в 1960 году в городе Семипалатинске, Казахской ССР. Отец Карпухин Иван Иванович, мать Карпухина Лидия Петровна. В 1976 году окончил общеобразовательную школу. Женат, имеет четверых детей. Жена Карпухина Наталья Александровна — художник.
С 1977 г. по 1983 г. учился в Сибирском государственном институте искусств имени Дмитрия Хворостовского на декоративно-прикладном отделении художественного факультета. После окончания института был распределён на Кузяевский фарфоровый завод в Подмосковье, где с 1983 г. по 1986 г. работал художником и главным художником. С 1986 г. по 1987 г. работал художником в Российском монументальном комбинате, г. Москва. В 1987 г. участвовал в конкурсе «Монумент Победы» в г. Москва. В 1988 г. организовал архитектурно-дизайнерский кооператив. В 1991 г. написал философскую работу «Абсолютная бесконечность», с которой участвовал в Философских инновационных играх «Культура и образование III тысячелетия», под эгидой Фонда философской инициативы «Айперон», МГУ и «Первого канала». Получил Первую премию совместно с Алексеем Козыревым. В 1991 г. окончил МАРХИ, ФПК градостроительства. В 1993 г. окончил в ВГИК-ВИПК, мастерская режиссёра Владимира Кобрина. В 1993 г. в качестве сорежиссёра работал с ним над фильмом «Гупповой портрет в натюрморте». Фильм в 1994 г. получил Премию «Ника». В 1994 г. работал на Киностудии «Союзмультфильм». В 1997 г. принят в Союз кинематографистов России. С 1995 г. по 2006 г. работал как художник и архитектор. В этот период создаёт коллекцию авторских фотографий, а также коллекцию авторского фарфора. Одновременно работает над сценариями к фильмам и заканчивает философскую работу "Процесс. «До-бытие. Бытие до». С 2006 г. по 2007 г. как режиссёр работал над документальными фильмами для телевидения в . Телекомпании «Голдмедиум». В 2008 г. организовывает Архитектурно-дизайнерскую студию «Сад Камней» и Студию кино «Сад Камней». Работает над проектированием барабанов и куполов Храма Первопрестольных Петра и Павла в поселке Ильинское, Раменского района Московской области.
В 2008—2009 Архитектурно- дизайнерская студия «Сад Камней» совместно с 12 мастерской МОСПРОЕКТ-2 им Посохина, возглавляемой Андреем Оболенским участвует в восстановлении Собора Рождества Пресвятой Богородицы Зачатьевского ставропигиального женского монастыря в г. Москве. Работая над куполами храма Сергей Карпухин разрабатывает уникальную технологию изготовления золотых фарфоровых звезд, увеличивающих срок их эксплуатации без поновлений и текущего ремонта на неограниченное время в сравнении со звездами из металла и снижающую затраты на порядок. В 2009 г. принят в Союз московских архитекторов.
С 2009 года Сергей Карпухин ведет активную творческую, выставочную и фестивальную деятельность. Выставки двух авторов Сергея и Натальи Карпухиных прошли в Егорьевском историко-художественном музее, в Российской Академии искусств, в Московском музее Н. В. Гоголя «Дом Гоголя», в Доме кино Союза кинематографистов России, в Нижегородском Государственном выставочном комплексе, в Государственном Владимирском центе пропаганды изобразительного искусства и других выставочных залах и музеях.
Также, с 2009 года Сергей Карпухин начинает формировать творческо-производственный портфель Студии кино «Сад Камней», основываясь на собственных сценариях и проектах. Несколько сценариев участвуют в конкурсах, фестивалях и питчингах получая профессиональные награды. В трилогии о Леонардо да Винчи, сценарная работа над которой началась в 2007 году Сергей Карпухин разрабатывает некоторые сюжетные линии и темы на уровне открытий, поэтому в период с 2011 по 2012 года в проекте дают официальное согласие на участие итальянские ученые с мировым именем: Алессандро Веццози (Alessandro Vezzosi) — директор Музея Леонардо (Museo Ideale Leonardo da Vinci) в городе Винчи и Модесто Веччиа (Modesto Veccia) — директор html Музея Леонардо в городе Риме. А также, на роль старого Леонардо официальное согласие дает, по признанию критиков, «лучший экранный Леонардо за все время существования кинематографа» — Филипп Леруа (Philippe Leroy). На роль Беатриче д’Эсте официальное согласие дает Наталия Строцци (Natalia Strozzi), — актриса, балерина, Тосканская принцесса и прямой потомок Лизы Герардини (Джоконды). С проектом был ознакомлен Тонино Гуэрра, который одобрил драматургическую структуру.
В 2012 году, как независимый продюсер Сергей Карпухин при помощи частного финансирования, предоставленного коллекционером изобразительного искусства Виталием Вавилиным и попечителем Государственной Третьяковской галереи православным меценатом и коллекционером Алексеем Ананьевым, начинает производство двухсерийного документально-публицистического фильма «Встреча в кафе "Греко“. Монологи» о русском и советском изобразительном искусстве и о самых его ярких представителях: Викторе Иванове, Гелии Коржеве, Петре Оссовском, Дмитрии Жилинском, Ефреме Зверькове. Съемочный период был закончен в начале 2014 года, но из-за начавшихся событий на Украине и резкого ухудшения экономического положения в стране, финансирование фильма было заморожено, а дальнейшее производство приостановлено.
В середине 2014 года Сергей Карпухин инициирует собственное расследование государственного переворота на Украине и начала войны на Донбассе, по материалам которого пишет сценарий двухсерийного документально-публицистического фильма. Материалы расследования были приняты Следственным Комитетом Российской Федерации, а изложенные факты рассмотрены в ходе расследования уголовного дела № 201/837072-14, возбужденного по признакам преступления, предусмотренного ч. 1 ст. 356 УК РФ по факту применения неустановленными военнослужащими Вооруженных сил Украины, вооруженными членами «Национальной гвардии Украины» и боевиками «Правого сектора» запрещенных средств и методов ведения войны на территории Донецкой и Луганской народных республик".
В 2014 году Сергей Карпухин с Натальей Карпухиной расписывает свод Храма Иверской иконы Божьей Матери в Пантелиемоновском приходе в г. Жуковском. Консультантами росписи «Вознесение» являлись Народный художник России Дмитрий Жилинский и архитектор Илья Путятин.
В 2016 году Сергей Карпухин, основываясь на своей философской работе «До-бытие. Бытие до» пишет доклад о Николе Тесле, с которым участвует в Международном научном форуме «Tesla Global Forum» в городе Нови-Сад, Сербия, где получает главный приз «Бела Голубица». Также с философской работой участвует на Международном фестивале «9 Муз» в Афинах, Греция. Работа получает Гран-При «Гомера» и диплом им. Нодара Джина «За непревзойденную культурную деятельность» в номинации «лучшее философское произведение».
В В 2018 году Сергей Карпухин инициирует проект «Гжель — Раменье» по возрождению Гжельского народного промысла, территориальному и инфраструктурному развитию Гжельской агломерации и сохранению художественных и народных традиций. В 2019 году делает доклады на эту тему на междисциплинарной конференции в Раменском историко-художественном музее и на «Кадашевских чтениях» в Храме Вознесения Христова в Кадашах. Также разрабатывает Архитектурно-градостроительную и архитектурно-планировочную концепцию развития и сохранения исторической среды Гжельского региона, как Историко-культурного и туристско-рекреационного кластера, которую успешно защищает на пяти Архитектурных Советах Союза Московских архитекторов и Академии архитектурного наследия. Первый вариант Концепции участвует в I Всероссийском конкурсе по созданию туристско-рекреационных кластеров, инициированным Президентом России и Ассоциацией стратегических инициатив. Концепция вошла в тридцать лучших проектов Конкурса. В 2021 г. Концепция с одобрением проходит Градостроительный совет Комитета по архитектуре и градостроительству Московской области; участвует от Раменского городского округа на Всероссийском архитектурном фестивале-конкурсе «Архитектурное наследие-2021» в г. Калининграде и на Международном архитектурном конкурсе на лучший проект "НОПРИЗ 2021".  В 2022 году, также от Раменского городского округа, участвует на Всероссийском архитектурном фестивале-конкурсе «Архитектурное наследие-2022» в г. Нижний Новгород и в 2023 году на IV Открытом архитектурном конкурсе "Архновация" в г. Нижний Новгород. В 2024 году на Всероссийском архитектурном фестивале-конкурсе «Архитектурное наследие-2024» в г. Тюмень

## Фильмография

### Режиссёрские работы
- 1992 — Вечная история (анимационный)
- 1992 — Сизиф (анимационный)
- 1993 — Групповой портрет в натюрморте (совместно с В. Кобриным)
- 1994 — Добро пожаловать в XXI век (анимационный, совместно с А. Петровым, И. Максимовым и др.)
- 2006 — Луч смерти. Тесла (документальный)
- 2007 — Тихая война Василия Пушкарёва (документальный)
- 2007 — Загадка Андрея Рублёва (документальный)
- 2014 — Встреча в «Кафе Греко». Монологи (документальный, в производстве)
- 2016 — След Леонардо (документально-художественный, в разработке)

### Сценарные работы
- 1992 — Вечная история (анимационный)
- 1992 — Сизиф (анимационный)
- 1992 — Озарение Казимира Малевича (документальный)
- 1998 — Соборяне (художественный)
- 2006 — Луч смерти. Тесла (документальный)
- 2008 — Последний вздох Сальвадора Дали (документально-художественный)
- 2010 — Встреча в «Кафе Греко». Монологи (документальный)
- 2010 — След Леонардо (документально-художественный)
- 2011 — Страна потревоженных маков (художественный)
- 2011 — Гелий Коржев Диалог с вечностью (документальный)
- 2013 — Монна Лиза (художественный)
- 2017 — Стена плача (художественный, короткометражный)
- 2017 — Тесла. Новый Ворденклифф (документально-художественный)
- 2018 — Оглашение Крама (художественный, короткометражный)
- 2018 — Украина 911 (документально-публицистический)

### Продюсерские работы
- 2011 — След Леонардо (документально-художественный, в разработке)
- 2012 — Встреча в «Кафе Греко». Монологи (документальный, в производстве)
- 2016 — Соборяне. Страсти на Ивана Купалу (художественный, в разработке)

## Объекты
- 1989 — Дворец Спорта в г. Рубежное, Украина (мозаика)
- 1991 — Реконструкция Автозаводской улицы в Москве (проектирование)
- 2008 — Храм Первопрестольных Петра и Павла, п. Ильинский, Моск. обл., (проектирование)
- 2010 — Собор Рождества Пресвятой Богородицы в Зачатьевском ставропигиальном женском монастыре, (архитектурный дизайн), г. Москва.
- 2014 — Храм Иверской иконы Божией Матери, (роспись), г. Жуковский.

### Награды
- 1991 — Первая премия, совместно с А. П. Козыревым), Философские инновационные игры «Культура и образование III тысячелетия» (проект «Модель образования III тысячелетия»)
- 1994 — Национальная кинематографическая Премия «Ника» (За лучший научно-популярный фильм 1993 г., фильм «Групповой портрет в натюрморте», совместно с В. М. Кобриным)
- 2008 — Приз «Лучший телевизионный фильм», II Российский фестиваль социально значимых телепрограмм и телефильмов «Герой нашего времени» (фильм «Тихая война Василия Пушкарёва»)[3]
- 2008 — Приз «Фонда Джона Д. Кэтрин Т. Макартуров», (США), XIV Международный фестиваль фильмов о правах человека «Сталкер» (фильм «Тихая война Василия Пушкерёва»)
- 2008 — Диплом II степени, XIII Международный фестиваль кинофильмов и телепрограмм «Радонеж» (фильм «Загадка Андрея Рублёва»)
- 2015 — Приз «Серебряный Витязь», VI Международный славянский литературный форум «Золотой Витязь» (киносценарий «Соборяне»)
- 2016 — Приз «Белая Голубица», Tesla Global forum, Сербия, (доклад «Метод Тесла. Новый Ворденклифф», документальный фильм «Луч смерти. Никола Тесла»)
- 2017 — Шорт-лист номинации «Поэзия», Международного творческого конкурса «Гомер», Греция, Афины, (Цикл стихов «Будущий выбор»)
- 2017 — Гран При в номинации «Научная работа», Международного творческого конкурса «Гомер», Греция, Афины, (Философский трактат "Процесс. «До-бытие-бытие до»)
- 2017 — Диплом «За непревзойденную культурную деятельность» в номинации «Лучшее философское произведение», Международной литературной премии им. Нодара Джина, Греция, Афины, (Философский трактат "Процесс. «До-бытие-бытие до»)
- 2017 — Золотой диплом VIII Международного славянского литературного форума «Золотой Витязь» (киносценарий «Стена плача», совместно с Н. С. Слюсаревой)
- 2020 — Диплом Всероссийского конкурса на создание туристско-рекреационных кластеров и развитие экотуризма в России, Москва, (Концепция туристско-рекреационного кластера «Гжельский ярус»)
- 2021 — Диплом IV Всероссийского фестиваля Архитектурное наследие 2021 в номинации «Культурное наследие регионов России», Калининград, (Концепция Историко-художественного и туристско-рекреационного кластера «Гжель-Раменье»)
- 2022 — Диплом V Всероссийского фестиваля Архитектурное наследие 2022 в номинации «Культурное наследие регионов России», Нижний Новгород, (Концепция Историко-художественного и туристско-рекреационного кластера «Гжель-Раменье»)
- 2023 — Диплом IV Открытого архитектурного конкурса "Архновация", Нижний Новгород, (Концепция Историко-художественного и туристско-рекреационного кластера «Гжель-Раменье»)

## Выставки и фестивали
- 1985 — Зональная выставка «Молодость России», Манеж, Москва
- 1987 — Всесоюзный конкурс «Монумент Победы», Манеж, Москва
- 1992 — Фестиваль неигрового кино, Оснабрюк, Германия
- 1993 — Фестиваль кино, видео и компьютерной графики «Аниграф», Москва
- 1993 — «Арт-Миф» 93, Манеж, Москва
- 1994 — Номинация и Премия «Ника», Москва
- 1995 — Международный музейный Биеннале, Красноярск
- 1996 — Выставка МООСХ, ЦДХ, Москва
- 1996 — Выставка Союза художников России, Москва
- 2008 — II Российский фестиваль социально значимых телепрограмм и телефильмов «Герой нашего времени», Самара
- 2008 — XIV Международный фестиваль фильмов о правах человека «Сталкер», Москва
- 2008 — XIII Международный фестиваль кинофильмов и телепрограмм «Радонеж», Москва
- 2009 — Коллективная выставка «На грани двух миров», Кузнецкий мост 20, Москва
- 2010 — Выставка двух авторов в Егорьевском историко-художественном музее «САД КАМНЕЙ», Егорьевск
- 2010 — Выставка двух авторов в Музее Н. В. Гоголя «Дом Гоголя», Москва
- 2010 — Коллективная выставка членов Союза художников, Электросталь
- 2010 — Выставка двух авторов в Российской Академии искусств «Проекты САДА КАМНЕЙ», Москва
- 2011 — Выставка двух авторов в Доме кино Союза кинематографистов РФ «Ландшафт», Москва
- 2011 — Выставка двух авторов в Доме кино Союза кинематографистов РФ «Двойное отражение», Москва
- 2011 — Выставка двух авторов в Культурном центре «Благовест» «Двойное отражение», Жуковский
- 2012 — 59 Белградский фестиваль документального и короткометражного фильма, Белград, Сербия
- 2015 — Выставка двух авторов в Государственном Нижегородском выставочном комплексе «Возвращение к истокам», Нижний Новгород
- 2015 — VI Международный славянский литературный форум «Золотой Витязь», Ставрополь
- 2016 — Выставка двух авторов в Галерее «Лига» «Лики детства», Коломна
- 2016 — Выставка двух авторов в Государственном Владимирском центре пропаганды изобразительного искусства «Лики детства», Владимир
- 2017 — Международный литературный фестиваль «9 Муз», Международный творческий конкурс «Гомер», Международная литературная премия им. Нодара Джина, Греция, Афины
- 2017 — VIII Международный славянский литературный форум «Золотой Витязь», Иркутск
- 2020 - Выставка Союза Гжельских Мастеров в Музейно-выставочном комплексе Дмитровского Кремля.,г. Дмитров
- 2021 -  Выставка двух авторов «Сад камней» Сергея и Натальи Карпухиных» в Гжельском Музейно-выставочном комплексе «Дом Салтыкова», Гжель, Московская область.
- 2021 - Международный архитектурный конкурс на лучший проект. «НОПРИЗ 2021». Диплом, Архитектурно-градостроительная концепция «Гжель-Раменье», г. Москва.
- 2021 - Всероссийский архитектурный фестиваль «Архитектурное наследие 2021». Диплом, Архитектурно-градостроительная концепция «Гжель-Раменье», г. Калининград.
- 2022 - Всероссийский архитектурный фестиваль «Архитектурное наследие 2022». Диплом, Архитектурно-градостроительная концепция «Гжель-Раменье», г. Нижний Новгород.
- 2022 - Выставка Сергея и Натальи Карпухиных «Вдохновленные Гжелью. Проект Возрождения» в рамках Международного       форума искусств «Золотой Витязь», Музейный центр «Палаты», г. Владимир.
- 2023 - VI открытый архитектурный конкурс АРХНОВАЦИЯ. Диплом, Архитектурно-градостроительная концепция «Гжель-Раменье», г. Нижний Новгород.
- 2023 -  Участник Архитектурного форума «Зодчество ВРН 2023», Архитектурно-градостроительная концепция «Гжель-Раменье», г. Воронеж.
- 2023 - Выставка Сергея, Никиты и Натальи Карпухиных «Гжельские мотивы», Музейно-выставочный центр «Дмитровский кремль», г. Дмитров.
- 2024 - Участник Всероссийского архитектурного фестиваль «Архитектурное наследие 2024». Архитектурно-       градостроительная концепция «Гжель-Раменье», г. Тюмень.
- 2024 - Выставка Сергея, Никиты и Натальи Карпухиных «Гжель и ее окрестности» в Гжельском государственном        университете, Гжель.

## Работы находятся
В Государственном Музее керамики и «Усадьба Кусково XVIII века», в Киевском музее Русского искусства, в Егорьевском историко-художественном музее, в Московском музее Н. В. Гоголя «Дом Гоголя», в Администрации Президента РФ, в Московской Патриархии, в Мэрии города Москвы, в частных коллекциях России, США, Швейцарии, Германии, Израиля, Палестины, Японии и других стран.

## Теоретические работы и публикации
- 1991 — «Эмпириокритицизм постконструктивизма. Шаг в сторону — два шага назад», МАРХИ, Москва, 1991; Дельфис, Москва, 2011
- 1991—2004 — «Процесс. До-бытие. Бытие до». Десятая Международная конференция «Этика и наука будущего», Москва, 2011; Международный журнал «9 Муз», «Процесс. До-бытие. Бытие до», Греция, Афины, 2017
- 2016 — «Никола Тесла. Новый Ворденклифф», доклад, Tesla Global Forum, Сербия, 2016